# Волнистый хейлин
Волнистый хейлин, или рыба-наполеон (лат. Cheilinus undulatus) — вид морских лучепёрых рыб из семейства губановых (Labridae). Населяют коралловые рифы Красного моря, тропических районов Индийского и Тихого океанов: от Южной и Восточной Африки до архипелага Туамоту, на север — до островов Рюкю. Приурочены к глубинам 1—100 м.

## Описание
Рыба длиной до 230 см — самый крупный представитель губановых. Максимальный вес составляет 191 кг. Однако, чаще длина составляет 60 см, половозрелость рыб наступает при длине 35 см. У взрослых рыб толстые, пухлые губы и заметный вырост на голове. Окраска тела бледно-зелёная или голубая с зеленоватым или фиолетовым оттенком.

## Образ жизни
Рыба ведёт одиночный образ жизни, активна в дневное время, территориальна. Ночью она спит между кораллами. Она питается рыбами, моллюсками и ракообразными. Это одна из немногих хищных рыб, которые могут потреблять в пищу ядовитые виды. По отношению к человеку не пуглива.

## Природоохранный статус
В красном списке МСОП вид обозначен как находящийся под угрозой. Существует опасность исчезновения этой рыбы в среднесрочном будущем, если не будут приняты эффективные меры против чрезмерного улова. Торговля осуществляется преимущественно через Сингапур и Гонконг. 1 кг этой рыбы стоит в зависимости от качества от 90 до 175 долларов США. Известно также о нелегальной торговле в Индонезии.